# Ruth-Anne Miller
Ruth-Anne Miller je fikcionalni lik iz televizijske serije Život na sjeveru. Glumila ju je Peg Phillips. Udovica je i ateist te jedna od najstarijih stanovnica malog izmišljenog Cicelyja na Aljaski; njezin 75. rođendan događa se u trećoj sezoni serije.

## Fikcionalna biografija
Ruth-Anne je podrijetlom iz Kansasa, a na Aljasku se preselila nakon što joj je umro muž. U jednoj od kasnijih epizoda otkriva se da joj je djed bio jedan od prvih aljaskih naseljenika te da je umro u snježnoj oluji, ali mu se obitelj nikad nije pridružila. Čitanje njegovih pisama nagnalo ju je da dođe na Aljasku.
Ima dva sina: Matthewa, uspješnog bankara investitora koji živi u Atlanti; i Rudyja, nestalnog pastoralnog pjesnika i profesionalnog vozača kamiona iz Mainea. Veoma je ponosna na Rudyja, ali nesretna zbog Matthewova izbora karijere; iako ga voli, željela bi da je više umjetnički nastrojen kao njegov brat.
Vodi trgovinu mješovite robe, koja je ujedno poštanski ured, knjižnica, videoteka i gradski arhiv Cicelyja. U kasnijim epizodama počinje vezu s mjesnim traperom i bivšim burzovnim mešetarom Waltom Kupferom.
Otkrića o Ruth-Anne tijekom serije uključuju da je nepopravljivi pušač, da je tijekom Drugog svjetskog rata imala izvanbračnu aferu te da je svaki tjedan odvajala novac kako bi mogla otkupiti trgovinu od Mauricea (koji ostaje uvrijeđen i bijesan zbog gubitka kontrole nad njezinim poslom).

## Vanjske poveznice
- Ruth-Anne Miller u internetskoj bazi filmova IMDb-u